# Meurtre de Kamel Amzal
 (juillet 2022).
Le meurtre de Kamel Amzal est survenu le 2 novembre 1982 à l'intérieur de la cité universitaire de Ben Aknoun à Alger par des islamistes qui voulaient l'empêcher de placarder une affiche appelant à des élections pour le renouvellement du comité de la cité universitaire.

## Biographie
Kamel Amzal, dit Madjid, né le 13 octobre 1962 au village de Tiferdoud, dans la commune d’Abi Youcef, daïra de Ain El Hammam à Tizi Ouzou est un militant de la cause identitaire et des libertés démocratiques.

## Meurtre
Au soir du 2 novembre 1982, Kamel avec son copain s’apprête à coller une affiche sur le mur du foyer de la cité universitaire qui appelait à renouveler le comité de la dite cité. Il est assassiné par un groupe d'extra-universitaire à coups de sabre. Le meurtrier  est  un marin du nom de Lassouli Fath-Allah, fils d’un commissaire de police.  
Kamel Amzal est la première victime civile des islamistes en Algérie.  
Une injonction venu d'en haut est donné aux médias pour banaliser le crime, en marge de la dépêche qui arrive à la rédaction de la chaine 3 une inscription: A banaliser. Le meurtre de Kamal Amzal est présenté comme un fait divers.  

## Jugement
Lassouli Fatah Allah est condamné à une peine  8 ans de prison ferme,  pour assassinat avec préméditation. Il est gracié deux ans plus tard par le  président Chadli.